# Relation masse-portée
La relation masse-portée est une expression majeure de la compréhension que les physiciens associent aux champs de forces. Elle est obtenue par l'intermédiaire de formules simples associant la mécanique quantique, via les relations d'incertitudes, et la relativité restreinte du fait de l'existence de la limitation des vitesses à c, vitesse de la lumière et de la relation d'équivalence masse-énergie.
Dans l'interprétation moderne de la physique, il n'y a pas d'interaction instantanée et les champs de forces les plus simples, tel le champ électrostatique par exemple, sont interprétés comme le résultat d'échanges, par les particules en interaction, de bosons d'interaction, ou bosons de jauge.
Ces bosons ont des masses directement liées avec la portée de l'interaction. La démonstration de la relation entre m et d repose sur le fait que le boson échangé est dans un état virtuel, et que son existence, nécessitant une énergie {\displaystyle \Delta E=mc^{2}}, n'est permise que pendant une durée {\displaystyle \Delta t} lui permettant de parcourir au mieux la distance {\displaystyle c\Delta t=d}.
La relation d'incertitude temps-énergie, {\displaystyle \Delta E.\Delta t\simeq \hbar }, mène alors à :
Le photon, boson d'interaction électromagnétique, a une masse nulle caractéristique de la portée infinie. Les bosons d'interaction faible ont des masses compatibles avec la portée très courte ({\displaystyle 10^{-18}} m).
En ce qui concerne l'interaction forte on distingue deux niveaux de description : à l'extérieur, et à l'intérieur des baryons, dont les constituants sont les quarks.
- entre les baryons (nucléons, par exemple), la portée de l'interaction ({\displaystyle 10^{-15}} m) est compatible avec l'échange de mésons (qui sont des bosons), en particulier les pions ;
- à l'intérieur des baryons, l'interaction forte concerne les quarks, liés par les gluons, bosons de masse nulle. La relation masse-portée ne s'applique pas directement ici, compte tenu du comportement des gluons dans le cadre de la chromodynamique quantique.